# Capishca
El capishca es un género musical de música andina, que se baila y se escucha en Ecuador, especialmente en las provincias de Chimborazo y Azuay. La palabra "capishca" viene del verbo quichua capina que significa exprimir.
Es un ritmo mestizo ecuatoriano alegre y movido de estructura rítmica en tonalidad menor muy parecida al albazo, en donde se pone a prueba la aptitud física de la pareja que lo danza, al hacer pases y entradas con muestras de picardía y galanteo.
Hay piezas musicales compuestas en compás ternario de 6/8 en tonalidad menor (parecido al albazo)  y otras en compás binario de 3/4 (parecidos al aire típico).